# Delias crithoe
Delias crithoe är en fjärilsart som först beskrevs av Jean Baptiste Boisduval 1836.  Delias crithoe ingår i släktet Delias och familjen vitfjärilar. Inga underarter finns listade i Catalogue of Life.